# Trent McDuffie
Trent McDuffie (geboren 13. September 2000 in Westminster, Kalifornien) ist ein US-amerikanischer American-Football-Spieler auf der Position des Cornerbacks. Er spielte College Football für die Washington Huskies und wurde im NFL Draft 2022 in der ersten Runde von den Kansas City Chiefs ausgewählt. Mit den Chiefs gewann McDuffie den Super Bowl LVII und den Super Bowl LVIII.

## College
McDuffie besuchte drei unterschiedliche Highschools, zuletzt die St. John Bosco High School in Bellflower, Kalifornien. An der Highschool spielte er erfolgreich Football als Cornerback, nach seiner letzten Saison wurde er zum All-American Bowl eingeladen. Neben seiner Footballkarriere war McDuffie als Leichtathlet aktiv und nahm mit der 4-mal-100-Meter-Staffel an den Staatsmeisterschaften teil.
Ab 2019 ging McDuffie auf die University of Washington, um College Football für die Washington Huskies zu spielen. Bei den Huskies avancierte er als Freshman zum Stammspieler, dabei fing er in 13 Partien eine Interception und wehrte drei Pässe ab. In der aufgrund der COVID-19-Pandemie verkürzten Saison bestritt McDuffie mit Washington lediglich vier Partien, in denen ihm eine Interception gelang. In der Saison 2021 wurde er in das All-Star-Team der Pacific-12 Conference gewählt. Eine Partie verpasste McDuffie wegen einer Knöchelverletzung. Er erzielte 35 Tackles, davon vier für Raumverlust, zudem wehrte er sechs Pässe ab. Ebenso wie sein Teamkollege Kyler Gordon ließ McDuffie in den Spielzeiten 2020 und 2021 keinen gefangenen Touchdownpass zu. Nach der Saison 2021 gab McDuffie seine Anmeldung für den NFL Draft 2022 bekannt.

## NFL
McDuffie wurde im NFL Draft 2022 an 21. Stelle von den Kansas City Chiefs ausgewählt. Bei seinem NFL-Debüt gegen die Arizona Cardinals am ersten Spieltag, in dem McDuffie Starter war, zog er sich eine Oberschenkelverletzung zu, wegen der er auf die Injured Reserve List gesetzt wurde. Er kehrte im November von seiner Verletzung zurück und stand von da an wieder in der Stammformation, insgesamt bestritt McDuffie als Rookie elf Spiele. Er zog mit den Chiefs in den Super Bowl LVII ein, den sie mit 38:35 gegen die Philadelphia Eagles gewannen. In der Saison 2023 wurde McDuffie als bester Slot-Cornerback der Liga in das All-Pro-Team von Associated Press gewählt. Er zog mit den Chiefs erneut in den Super Bowl ein, den sie mit 25:22 nach Overtime gegen die San Francisco 49ers gewannen. Dabei trug er wesentlich zur Defensivleistung der Chiefs bei, McDuffie wehrte drei Pässe ab und ließ bei sieben Pässen als nächster Verteidiger lediglich neun Yards Raumgewinn zu.

### NFL-Statistiken
| Saison                             | Saison | Spiele | Spiele      | Tackles | Tackles | Tackles | Tackles | Interceptions | Interceptions | Interceptions | Interceptions | Interceptions | Fumbles | Fumbles | Fumbles |
| Jahr                               | Team   | Spiele | als Starter | Gesamt  | Solo    | Ast     | Sacks   | PD            | INT           | Yds           | Lng           | TD            | FF      | FR      | TD      |
| ---------------------------------- | ------ | ------ | ----------- | ------- | ------- | ------- | ------- | ------------- | ------------- | ------------- | ------------- | ------------- | ------- | ------- | ------- |
| 2022                               | KC     | 11     | 11          | 44      | 28      | 16      | 1,0     | 7             | 0             | 0             | 0             | 0             | 1       | 0       | 0       |
| 2023                               | KC     | 16     | 16          | 80      | 60      | 20      | 3,0     | 7             | 0             | 0             | 0             | 0             | 5       | 0       | 0       |
| 2024                               | KC     | 16     | 16          | 59      | 45      | 14      | 0,5     | 13            | 2             | 0             | 0             | 0             | 1       | 0       | 0       |
| Gesamt                             | Gesamt | 43     | 43          | 183     | 133     | 50      | 4,5     | 27            | 0             | 0             | 0             | 0             | 7       | 0       | 0       |
| Quelle: pro-football-reference.com |        |        |             |         |         |         |         |               |               |               |               |               |         |         |         |